# Harley's Humongous Adventure
Harley's Humongous Adventure (Japans: 化学者ハリーの波乱万丈) is een computerspel dat werd ontwikkeld door Visual Concepts. Het spel kwam in 1994 uit voor het platform Super Nintendo Entertainment System. Het spel is een zijwaarts scrollend 2D platformspel. Het spel gaat over een uitvinder, genaamd Harley, die bezig is met experimenten in zijn werkplaats. Zijn krimpmachine knalt uit elkaar en verkleint hem ter grootte van een blokje zeep. Delen van de krimpmachine zijn gestolen door gemuteerd ongedierte. De speler speelt de professor die de delen van de krimpmachine moet terugvinden. Het spel speelt zich af in alledaagse locaties, zoals in de keuken, badkamer en een speelgoedkamer. Hij kan kleine objecten, zoals kogeltjes, rotjes, spijkers en elastiekjes, naar zijn vijanden schieten.
Het spel is ontwikkeld en gedeeltelijk ontworpen door Brian Greenstone van Pangea Software. Hij maakte hiervoor spellen voor de Apple IIGS, die dezelfde 65C816 microprocessor heeft als de Super Nintendo.

## Ontvangst
| Beoordeeld door        | Datum           | Score |
| ---------------------- | --------------- | ----- |
| GameFan Magazine       | oktober 1992    | 82%   |
| Power Play             | januari 1993    | 76%   |
| All Game Guide         | 1998            | 70%   |
| Power Unlimited        | juli 1993       | 70%   |
| Super Play Magazine UK | september 1993  | 69%   |
| Famicom Tsūshin        | 4 november 1994 | 53%   |